# محمد بن سعد بن أبي وقاص
محمد بن سعد بن أبي وقاص تابعي، أبوه هو الصحابي سعد بن أبي وقاص،  كان ممن قام على الحجاج مع ابن الأشعث، فأسر يوم دير الجماجم، فقتله الحجاج.